# Legalisator in Grundbuchsachen

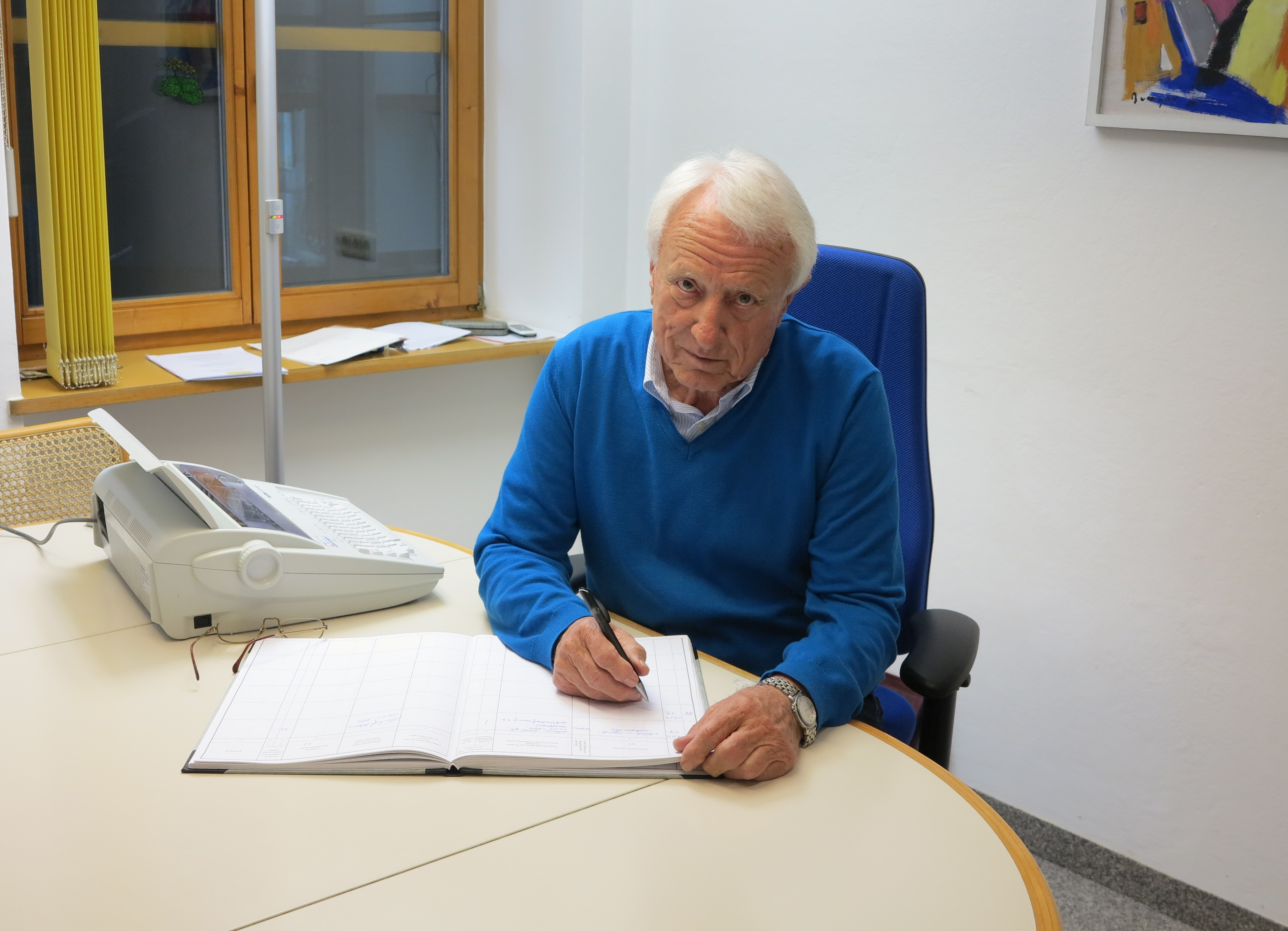
Legalisator in Grundbuchsachen in der Marktgemeinde St. Johann in Tirol

Ein Legalisator ist eine Person, die in den österreichischen Bundesländern Tirol und Vorarlberg in Grundbuchsangelegenheiten die Echtheit von Unterschriften bestätigen (beglaubigen) darf. Diese Tätigkeit betrifft nur die Unterschrift von Privatpersonen, sie ist in anderen Bundesländern Notaren und anderen Stellen (Gerichten, Vermessungsämtern, anderen Behörden) vorbehalten.

## Grundlagen
Bei der Neuordnung des Grundbuchverfahrens im 19. Jahrhundert gab es in manchen Gegenden Tirols und Vorarlbergs nicht genug Notare und andere Stellen, um solche Beglaubigungen durchführen zu können. Zudem wäre die Zufahrt zu diesen Stellen aus den viele Kilometer langen Tälern unzumutbar lang gewesen, um bloß durch persönliches Erscheinen eine Unterschrift beglaubigt erhalten zu können (Anträge an Grundbücher konnten auch per Post eingebracht werden, sodass das persönliche Erscheinen zur Unterschriftenbeglaubigung das nahezu einzige organisatorische Hindernis einer Grundbuchsabwicklung bildete).
Die Funktion geht auf zwei Gesetze aus den Jahren 1897 und 1900 zurück. Es sind dies hauptsächlich Artikel X des „Tiroler Grundbuchsanlegungsreichsgesetzes“, das ist das Gesetz, womit für den Fall der Einführung der Grundbücher in Tirol einige grundbuchsrechtliche Sonderbestimmungen und erleichternde Gebürenvorschriften erlassen und Beschränkungen der Theilung von Gebäuden nach materiellen Antheilen eingeführt werden und das ähnlich bezeichnete „Vorarlberger Grundbuchsanlegungsreichsgesetz“.
Die Legalisatoren dürfen für ihre Tätigkeit Gebühren einheben, die in einer Verordnung des Justizministers geregelt sind. Zuletzt wurde diese Verordnung 2023 erlassen. Die Legalisierungsgebühr richtet sich nach der Höhe des im Vertrag genannten Betrages.

## Vorgangsweise
Der Legalisator kann die Beglaubigung nur dann abwickeln, wenn Gemeindebürger der jeweiligen Gemeinde beteiligt sind, weiters nur für Verträge und andere Urkunden, bei denen eine beglaubigte Unterschrift für Eintragungen in das Grundbuch notwendig sind (Grundstückskaufverträge oder Grundstücks-Tauschverträge, Darlehen, Servituten, Reallasten, grundbuchsrechtliche Verankerung von Ausgedingeleistungen in Übergabsverträgen usw., jedoch kein Autokauf, keine Unternehmensgründung, keine Beurkundung gesellschaftsrechtlicher Vorgänge). Er bestätigt, dass die Unterschrift auf einem Schriftstück tatsächlich von der jeweiligen Person geleistet wurde. Die Unterschrift ist daher vor ihm zu leisten oder zumindest (als die eigene Unterschrift) anzuerkennen. Solche Beglaubigungen gelten nur für Grundbücher in Tirol oder Vorarlberg.
Es ist dadurch nicht notwendig, eine Unterschrift bei Gericht oder durch einen Notar beglaubigen zu lassen. Der Legalisator prüft aber den rechtlichen Inhalt eines Vertrages nicht und erteilt somit auch keine Rechtsberatung. Um eine Unterschrift durch einen Legalisator beglaubigen zu lassen, muss der Betreffende dem Legalisator persönlich bekannt sein oder es muss die Identität durch Zeugen bestätigbar sein. Die Vorlage eines amtlichen Lichtbildausweises reicht nicht aus.
Diese Vorgangsweise hat für die Betroffenen den Vorteil rasch, einfach und billig zu sein (es ist nicht einmal ein amtlicher Ausweis notwendig), kann aber – da der Legalisator keine Rechtsberatung durchführt, also nicht vor Fallen oder Unklarheiten in einem Vertrag warnen kann – im Einzelfall auch Gefahren mit sich bringen.
Die Urkunden müssen die Formvorschriften für Grundbuchsurkunden einhalten, so müssen mehrere Blätter gebunden sein (das erledigt im Normalfall der Urkundenersteller, z. B. eine Bank), weil sie sonst vom Grundbuchsführer nicht anerkannt werden.

## Organisation
Ob in einer Gemeinde ein Legalisator tätig ist, wird in der Regel auf der Homepage der Gemeinde genannt, so z. B. bei den Gemeinden St. Johann in Tirol, Tarrenz  oder Innerbraz.
Die Angelegenheiten der Legalisatoren gehören zur Justizverwaltung, die in der Geschäftsordnung der Gerichte näher geregelt ist. Legalisatoren werden auf Vorschlag des Gemeindevorstandes durch den Präsidenten des Oberlandesgericht Innsbruck (der auch für Vorarlberg zuständig ist) bestellt und unterliegen den für Behörden geltenden Verschwiegenheitsregeln (Amtsverschwiegenheit).
Rechtsanwälte haben aus den Regeln über die Dienstleistungsfreiheit kein Recht, ebenfalls als Legalisator bestellt zu werden.